# The Santa Clause
The Santa Clause is een Amerikaanse kerstfilm uit 1994 met in de hoofdrol Tim Allen.
Intussen zijn er al 2 vervolgen uitgekomen: The Santa Clause 2 (2002) en The Santa Clause 3: The Escape Clause (2006).

## Verhaal
In The Santa Clause speelt Tim Allen Scott Calvin, vader van een zoon Charlie. Hij is gescheiden van zijn vrouw en doet er alles aan om wat meer tijd met zijn zoon door te kunnen en mogen brengen. Op kerstavond, wanneer Charlie bij zijn vader is, worden ze wakker gemaakt door een geluid op het dak. Scott gaat kijken waar het geluid vandaan komt en ziet iemand over het dak lopen. Hij schreeuwt wat de man op het dak doet. Deze schrikt hier zo erg van dat hij van het dak valt en overlijdt.
Scott en Charlie gaan kijken wie de man op het dak was. Het blijkt de Kerstman te zijn geweest. Na enkele momenten verdwijnt de man, maar zijn pak blijft achter. Charlie en Scott zien vervolgens een ladder staan en klimmen op het dak. Daar treffen ze een slee aan met 8 rendieren.
Na aandringen van Charlie trekt Scott het pak aan en klimmen ze in de slee en al snel zijn ze cadeautjes rond aan het brengen met de slee van de Kerstman. De laatste stop die ze maken, blijkt al snel op de Noordpool te zijn. Daar wordt Scott verteld dat hij de nieuwe Kerstman is geworden. Omdat dit natuurlijk voor de meesten ongelofelijk is, gaan Scott en Charlie heel wat problemen tegemoet.

## Rolverdeling
| Acteur            | Personage               |
| ----------------- | ----------------------- |
| Tim Allen         | Scott Calvin / Kerstman |
| Wendy Crewson     | Laura Calvin Miller     |
| Eric Lloyd        | Charlie Calvin          |
| Judge Reinhold    | Dr. Neil Miller         |
| David Krumholtz   | Bernard                 |
| Paige Tamada      | Judy                    |
| Larry Brandenburg | Rechercheur Nunzio      |
| Mary Gross        | Ms. Daniels             |
| Peter Boyle       | Mr. Whittle             |
| Judith Scott      | Susan                   |
| Joyce Guy         | Rector Compton          |